# Хоупвел (Њу Џерзи)
Хоупвел (енгл. Hopewell) град је у америчкој савезној држави Њу Џерзи.

## Демографија
По попису из 2010. године број становника је 1.922, што је 113 (-5,6%) становника мање него 2000. године.
| Група             | 2000.         | 2010.         |
| Белци             | 1.920 (94,3%) | 1.786 (92,9%) |
| Афроамериканци    | 22 (1,1%)     | 29 (1,5%)     |
| Азијати           | 20 (1,0%)     | 13 (0,7%)     |
| Хиспаноамериканци | 47 (2,3%)     | 71 (3,7%)     |
| Укупно            | 2.035         | 1.922         |